# Bullialdus (kráter)

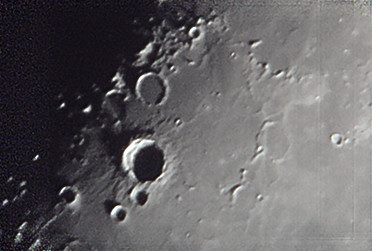
Nejvýraznějším a největším kráterem na snímku je Bullialdus. O něco menší kráter nad ním je Lubiniezky. Dva menší krátery pod ním jsou satelitní Bullialdus A a Bullialdus B (fotografie není orientována severojižním směrem).

Bullialdus je výrazný kráter s terasovitými valy ležící v západní části Mare Nubium (Moře mraků) na přivrácené straně Měsíce. Má průměr 61 km a tvoří dominantu této oblasti. Vyniká mj. zajímavou radiální strukturou vně kráteru. Na dně se nachází skupinka středových vrcholků.
Jižně leží dva z jeho satelitních kráterů Bullialdus A a Bullialdus B a o něco dále lávou zatopený Kies. Severozápadně se nachází rovněž zatopený kráter Lubiniezky a jihozápadně menší König. Nedaleko Lubiniezkyho lze nalézt údolí Bullialdus W, které je v jednom místě přerušeno (vypadá, jako by bylo „přemostěno“).

## Název
Pojmenován je podle francouzského astronoma, historika a teologa Ismaela Boulliau (1605–1694).

## Satelitní krátery
V okolí se nachází několik dalších kráterů. Ty byly označeny podle zavedených zvyklostí jménem hlavního kráteru a velkým písmenem abecedy.
| Bullialdus | Sel. šířka | Sel. délka | Průměr |
| ---------- | ---------- | ---------- | ------ |
| A          | 22.1° J    | 21.5° Z    | 26 km  |
| B          | 23.4° J    | 21.9° Z    | 21 km  |
| E          | 21.7° J    | 23.9° Z    | 4 km   |
| F          | 22.5° J    | 24.8° Z    | 6 km   |
| G          | 23.2° J    | 23.6° Z    | 4 km   |
| H          | 22.7° J    | 19.3° Z    | 5 km   |
| K          | 21.8° J    | 25.6° Z    | 12 km  |
| L          | 20.2° J    | 24.4° Z    | 4 km   |
| R          | 20.1° J    | 19.8° Z    | 17 km  |
| Y          | 18.5° J    | 19.1° Z    | 4 km   |